# Attilio Bernasconi
Pour les articles homonymes, voir Bernasconi (homonymie).
Attilio Bernasconi, né le 29 septembre 1905 et mort le 18 avril 1971, est un footballeur argentin naturalisé français.

## Biographie
International argentin, il fut finaliste de la Coupe de France 1935 avec le Stade rennais. Cette finale fut le seul tour de Coupe joué par Bernasconi cette saison-là. L'attaque rennaise était en effet principalement constituée du duo Vollweiler-Kaiser, mais Kaiser se fractura la cheville lors de la demi-finale, permettant à Bernasconi de jouer quelques matchs de fin de saison en championnat et la finale de la Coupe.
Transféré à Lille, il y reste deux saisons sans jamais être aligné en équipe première lors d'un match officiel. Il termine sa carrière en Division 2 à l'US Tourcoing.
Une rue d'Orchies porte son nom, ville où il décèdera. La coupe Bernasconi sera instaurée plusieurs années au stade d'Orchies afin de lui rendre hommage pour toute son implication au sein du club.

## Sources
- Claude Loire, Le Stade rennais, volume II, Rennes, Apogée, 1997, p. 57